# Chaima Sidaui
Chaima Sidaui (4 de mayo de 2004) es una deportista tunecina que compite en judo. Ganó dos medallas en los Juegos Panafricanos de 2023 y una medalla en el Campeonato Africano de Judo de 2025.

## Palmarés internacional
| Juegos Panafricanos | Juegos Panafricanos      | Juegos Panafricanos | Juegos Panafricanos |
| Año                 | Lugar                    | Medalla             | Categoría           |
| ------------------- | ------------------------ | ------------------- | ------------------- |
| 2023                | Acra (Ghana)             | Medalla de oro      | Equipo mixto        |
| 2023                | Acra (Ghana)             | Medalla de bronce   | –57 kg              |
| Campeonato Africano |                          |                     |                     |
| Año                 | Lugar                    | Medalla             | Categoría           |
| 2025                | Abiyán (Costa de Marfil) | Medalla de bronce   | –52 kg              |